# 론지노

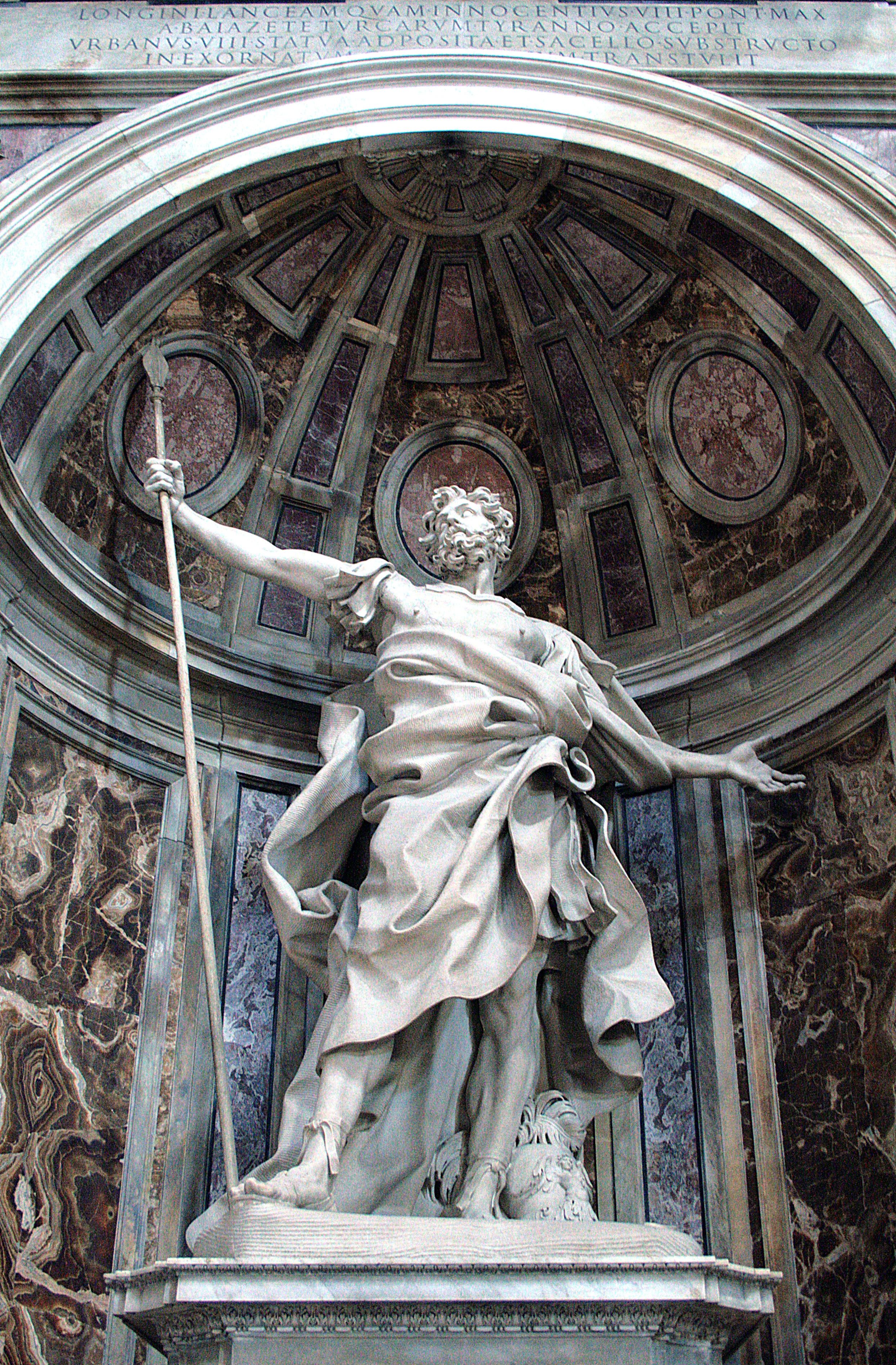
성 베드로 대성전에 있는 성 론지노상 (베르니니의 작품)

론지노(라틴어: Longinus)는 중세 시대 대부터 예수가 십자가에 못박혔을 당시 그의 옆구리를 창(훗날에 이 창은 성창 또는 그의 이름을 따서 론지노의 창으로 불리게 됨)으로 찌른 로마 병사의 이름으로 전해지고 있다. 복음서에는 로마 병사의 이름이 나와있지 않다. 론지노에 대한 전설은 한발 더 나아가 이 병사가 예수의 십자가형 당시 그 자리에서 “참으로 이분은 하느님의 아드님이셨다.”라고 말한 백인대장으로 보고 있다. 론지노에 대한 전설은 세월이 흐르면서 점점 더 살이 보태져 나중에 가서는 그가 예수가 십자가에 못박혀 죽은 이후 기독교로 개종한 것으로 발전하였다. 로마 가톨릭교회와 동방 정교회에서는 이러한 이야기를 받아들이고, 그를 성인으로 시성하였다.

## 같이 보기
- 방황하는 유대인